# Hedersdorf
Hedersdorf ist ein Gemeindeteil des Marktes Schnaittach im Landkreis Nürnberger Land (Mittelfranken, Bayern). Die Gemarkung Hedersdorf hat eine Fläche von 5,306 km². Sie ist in 1248 Flurstücke aufgeteilt, die eine durchschnittliche Flurstücksfläche von 4251,85 m² haben. In ihr liegen neben dem namensgebenden Ort die Gemeindeteile Kleinbellhofen, Lochhof, Lohmühle, Poppenhof und Schnaittach (zum Teil).

## Geografie
Das in der Hersbrucker Alb gelegene Dorf liegt an der Schnaittach und am Osternoher Bach, der etwas weiter südlich als rechter Zufluss in die Schnaittach mündet. Zwischen Hedersdorf und dem westlich gelegenen Industriegebiet führen die Schnaittachtalbahn mit einem Haltepunkt und die Staatsstraße 2241 hindurch. Im Westen verläuft die Bundesautobahn 9 mit der Anschlussstelle 48 (Schnaittach). Die Kreisstraße LAU 10 zweigt von der St 2241 ab und führt nach Poppenhof (1,1 km nordöstlich). Eine Gemeindeverbindungsstraße führt ins Neubaugebiet von Schnaittach (0,3 km südlich). Durch den Ort verläuft der Fränkische Marienweg.

## Geschichte
Der Ort wird um 1280 als „Haerdrichstorf“, um 1300 als „Hedrischtorf“ erwähnt. Der Name bedeutet Dorf eines Haderich. Vermutlich bestand Hedersdorf anfangs nur aus einem Hof, 1300 waren es schon eine Mühle und 6 Huben (Hofstellen), zu Beginn des 19. Jahrhunderts wurden 28 Wohngebäude mit 130 Seelen gezählt.
Mit dem Gemeindeedikt wurde im Jahr 1808 der Steuerdistrikt Hedersdorf gebildet. Zu diesem gehörten Au, Enzenreuth, Hinterhof, Kaltenherberg, Lochhof, Lohmühle, Poppenhof, Rabenshof und Simmelsdorf. Zugleich entstand die Ruralgemeinde Hedersdorf, die deckungsgleich mit dem Steuerdistrikt war. Sie unterstand in Verwaltung und Gerichtsbarkeit dem Landgericht Lauf und in der Finanzverwaltung dem Rentamt Hersbruck. Mit dem Zweiten Gemeindeedikt (1818) gehörten nur noch Lochhof und Lohmühle zur Gemeinde. Spätestens 1837 kam Kleinbellhofen von der Gemeinde Großbellhofen hinzu, am 1. Juli 1931 kam Poppenhof von der aufgelösten Gemeinde Rabenshof hinzu. Im Zuge der Gebietsreform in Bayern wurde Hedersdorf am 1. Juli 1971 nach Schnaittach eingemeindet.

## Baudenkmäler
In Hedersdorf befinden sich mehrere Baudenkmäler, darunter ein Bauernanwesen, das als zweigeschossiger Sichtziegelsteinbau mit Satteldach ausgeführt ist.